# Dasyhelea taiwanensis
Dasyhelea taiwanensis är en tvåvingeart som beskrevs av Art Borkent 1997. Dasyhelea taiwanensis ingår i släktet Dasyhelea och familjen svidknott.
Artens utbredningsområde är Taiwan. Inga underarter finns listade i Catalogue of Life.